# Philip Taylor
Philip Taylor (* 1786 in Norwich; † 1. Juli 1870 in Marseille-Sainte-Marguerite) war ein englischer Ingenieur und Unternehmer.

## Leben
Philip Taylor war der vierte Sohn des Unternehmers, Dichters und Komponisten von unitarischen Kirchenliedern John Taylor (1750–1826) und seiner Frau Susanna geb. Cook (1755–1823). Seine Geschwister waren der Herausgeber Richard Taylor (1781–1858) (Gründer des Verlages Taylor & Francis), der Komponist Edward Taylor (1784–1863) (Professor am Gresham College), der Bergingenieur John Taylor (1779–1863) und die Übersetzerin Sarah Austin (1793–1867).
Philip Taylor lebte 1801–1805 bei seinem Bruder John, der für ein Kupferbergwerk in West-Devon arbeitete. Daher rührte die spätere Bekanntschaft mit dem Ingenieur Arthur Woolf. Dann wurde er nach Tavistock geschickt, um bei einem Arzt zu lernen. Jedoch kehrte er nach Norwich zurück und arbeitete als Drogist. Er machte sich dann selbständig und baute einen Betrieb zur Herstellung von hölzernen Pillendosen auf. Für die ersten Exemplare benutzte er eine kleine Drehbank, die von einem Turnspit Dog angetrieben wurde.
1812 wurde Taylor Partner seines Bruders John, der einen chemischen Betrieb in Stratford (London) aufgebaut hatte. Zunächst war Philip Taylor für die Arzneimittel und Geräte zuständig, während sein Bruder sich um die Metallurgie kümmerte. Eine gemeinsame Erfindung war das Acetometer zur Messung des Essiggehalts und Überwachung der Verbrauchssteuer auf Essig.
1815 erlangte Taylor ein Patent für das Vergasen von Tieröl. 1821 gründete er zusammen mit seinen Brüdern die Bow Gas Company. Ihr Geschäftsführer und Pressesprecher war Moses Ricardo, Bruder des Wirtschaftswissenschaftlers David Ricardo. 1822 versuchte Taylor vergeblich, sein Ölgas in Paris einzuführen. 1823 kam es zu einem heftigen Wettbewerb zwischen der Kohle- und Öl-Gasbeleuchtung, was zu finanziellen Problemen führte. Er entwickelte ein System zur Beleuchtung von Gebäuden mit Ölgas bzw. Naphtha, wofür er 1824 ein Patent für einen Apparat zur Herstellung von Gas aus verschiedenen Substanzen erlangte. Der Betriebsleiter Tai entwickelte einen teleskopischen Gasbehälter, und John Frederic Daniell entwickelte den endgültigen Prozess für die Ölgasproduktion. Ölgas war attraktiv in Walfänger-Häfen wegen des Angebotes von Tran, und der Dichter Walter Scott wendete es in seinem Haus Abbotsford an. 1825 etablierte Taylor sein Ölgas-System in Dublin, und das Royal Opera House wurde auf Ölgas umgestellt, wobei es aber Explosionen gab. 1827 konstruierte er nach einem Patent von Daniell einen Apparat zur Gewinnung von Harzgas, eines Ölgases aus Kolophonium. Zwar wurde Ölgas in New York bis 1828 benutzt, aber schließlich wurde es überall durch das wirtschaftlichere Kohlegas verdrängt.

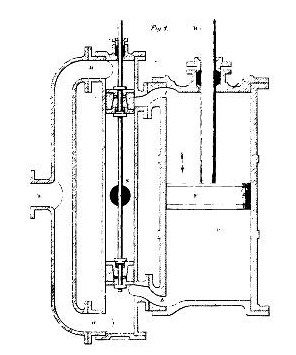

Seit 1816 beteiligte sich Taylor bis 1827 an einem Werk mit Gießerei zum Bau von Dampfmaschinen, Gasgeneratoren und Pumpen. Insbesondere interessierte er sich für die Hochdruck-Dampfkessel. Er erlangte 1816 und 1818 Patente für die Anwendung von Hochdruck-Dampf und 1824 ein Patent für eine Horizontal-Dampfmaschine. Eine Standard-Fabrikdampfmaschine fand weite Verbreitung. Ein Dampfkessel und eine Dampfmaschine wurde an Marc Seguin verkauft, der für eine Rhone-Dampfschiff-Gesellschaft arbeitete.
Taylor half 1821 Marc Isambard Brunel, der in finanzielle Schwierigkeiten geraten war, und wurde ein Direktor der Themsetunnel-Gesellschaft, von der er sich aber schon 1825 wieder zurückzog. 1825 beteiligte er sich an der British Iron Company und erlangte ein Patent für die Eisenherstellung. Auch engagierte er sich für den Einsatz von Dampf in der Zuckerindustrie, beim Bierbrauen und in den Hawes Seifenwerken.
Nach finanziellen Problemen der British Iron Company ließ sich Taylor 1828 in Paris nieder, gründete einen Maschinenbau-Betrieb und meldete ein Patent für einen Winderhitzer zum Einblasen von vorgewärmter Luft in den Hochofen an. Dieses Patent wurde bestritten, da James Beaumont Neilson und Charles Macintosh ein solches Patent schon in London angemeldet hatten, so dass Taylor sein Patent erst 1832 kurz vor dessen Erlöschung erlangte. Er führte die Winderhitzung in den Werken in Vienne und in La Voulte-sur-Rhône ein.
1834 schlug Taylor dem König Louis-Philippe I. eine Wasserversorgung von Paris mit einem Tunnel von der Marne zu einem Hügel in Ivry-sur-Seine vor, woraus aber nichts wurde. Auch beteiligte er sich 1834 an einer Getreidemühle in Marseille, die er mit den nötigen Maschinen ausstattete. In der Zuckerfabrikation führte er die Filtration ein zur Verbesserung der lokalen Produktion. In Menpenti gründete er 1835 mit seinen Söhnen Philip Meadows und Robert eine Maschinenfabrik zur Herstellung von Dampfmaschinen und Schiffsmotoren. 1845 kaufte er die Werft Chantiers de la Seyne in La Seyne-sur-Mer, die sich erfolgreich entwickelte. 1846 wurde er Partner des Marseiller Eisenhüttenbesitzers Amédée Armand für den groß angelegten Bau von Dampfkesseln, wozu er britische Ingenieure und Facharbeiter einstellte, darunter auch den Lokomotiv-Ingenieur William Adams, den Elektroingenieur Fleeming Jenkin und den Konstrukteur Robert Whitehead.
Von 1847 bis 1852 residierte Taylor in Sampierdarena. Dort hatte er 1846 auf Einladung der Regierung des Königreichs Sardinien zusammen mit dem Turiner Geschäftsmann Fortunato Prandi die Lokomotivfabrik Taylor & Prandi gegründet, aus der das Technologieunternehmen Ansaldo hervorging. Wegen politischer Probleme und schwacher Nachfrage kehrte Taylor nach Marseille zurück. Aufgrund seiner schlechten Gesundheit übergab er 1855 seine Werft in La-Seyne-sur-Mer an ein Konsortium.
Taylor war bekannt mit John Loudon McAdam, James Nasmyth, Henry Maudslay, Robert Stephenson, Michael Faraday, Charles Wheatstone, Joseph Louis Gay-Lussac, François Arago und Jean-Baptiste Say. Er rühmte sich, an der ersten Dampfschifffahrt auf dem Meer teilgenommen, den Betriebsbeginn der ersten Dampfmaschine gesehen und Wheatstones erste elektrische Telegrafie-Experimente im Somerset House beobachtet zu haben.
Taylor war verheiratet und hatte acht Kinder.

## Ehrungen
- Ehrenlegion
- Ritterorden der hl. Mauritius und Lazarus